# Ethniki Odos 76
Die Ethniki Odos 76 (griechisch Εθνική Οδός 76 ‚Nationalstraße 76‘) ist eine Straßenverbindung in Griechenland. Sie verbindet die Straße EO 9 mit der Straße EO 7 in Megalopoli.

## Verlauf
Die Straße zweigt vier Kilometer südlich von Pyrgos (Πύργος) bei Epitalio nach Osten von der Ethniki Odos 9 (Europastraße 55) ab und führt südlich am Alfios entlang über Alfioussa und durch Krestena (Κρέστενα) und von dort weiter nach Platiana und Andritsena (Ανδρίτσαινα). Die Straße setzt sich nach Osten über Karitena (Καρίταινα) fort, wo sie den Alfios quert, und folgt diesem flussaufwärts nach Südosten bis Katsimbalis. Weiter führt sie nach Megalopoli und trifft im Stadtzentrum auf die Straße Ethniki Odos 7, an der sie endet.